# Robert Keller (homme politique suisse)
Pour les articles homonymes, voir Keller et Robert Keller.
Robert Keller, né le 9 novembre 1938 à Andelfingen, est une personnalité politique suisse membre de l'Union démocratique du centre (UDC).

## Biographie
En 2003, il est élu au Conseil national.